# Autóút M0
L'Autóút M0 (in italiano "autostrada M0") costituisce il raccordo anulare di Budapest. Sono stati completati i tre quarti del percorso: dalla M1, alla strada statale 10, in senso antiorario.

## Sezioni
M1-M7-M6-M5
Lunga 29 chilometri, è la parte più vecchia dell'anello, con 2 corsie per senso di marcia e limite di velocità a 90 km/h, è stata inaugurata nel 1988. È in costruzione (apertura prevista 2010) una diramazione all'altezza della statale 51 fino alla M5 che eviterà l'utilizzo di un tratto di M5 per mettere in comunicazione la vecchia sezione della M0 con la nuova.
M5-M4
12 chilometri con limite di velocità 110 km/h aperto al traffico nel giugno 2005
M4-M3
26 chilometri tra la M4 e la M3. Aperta al traffico dal settembre 2008.
M3 - M2 - strada statale 11
Il tratto comprende la ex statale 2/B (ora M0) che va dalla M3 alla M2 e la ex statale 2/A (ora M0) dalla M2 alla statale 11. Il ponte Megyeri, che attraversa il Danubio con i suoi 1861,35 m di lunghezza e termina sulla statale 11, è stato aperto nel settembre 2008.
Ultima sezione
Per il tratto compreso tra la statale 11 e la statale 10 era previsto l'avvio dei lavori nel 2014, ma ciò non è avvenuto. La sezione restante, che chiuderebbe l'anello tra la statale 10 e la M1, è stata progettata, ma non ne è attualmente programmata la realizzazione.

## Galleria d'immagini

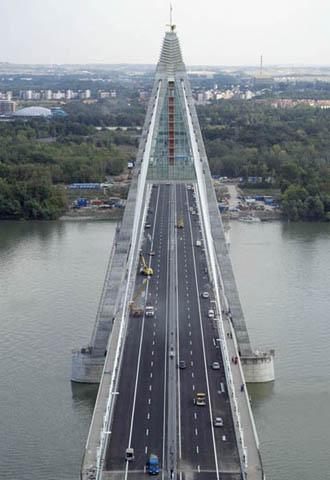
Il ponte Megyeri sul Danubio
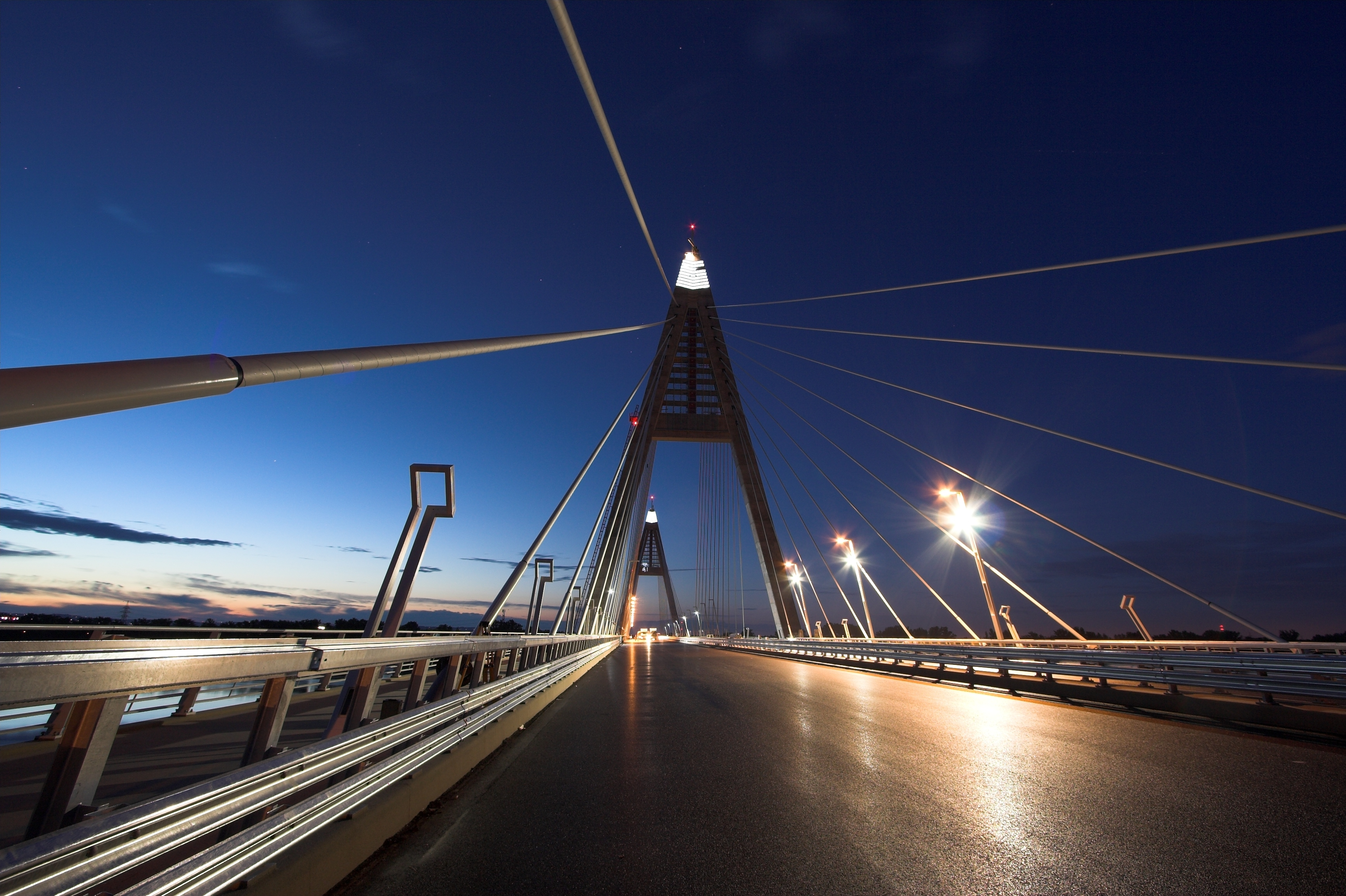
Il ponte Megyeri di notte

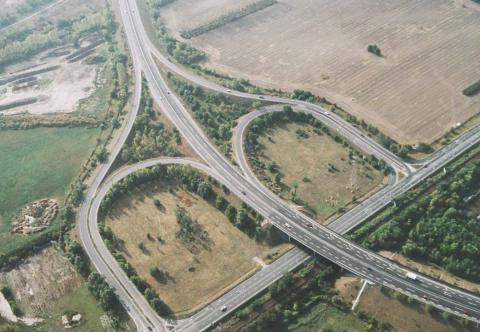
Svincolo tra la M0 e la strada statale 6
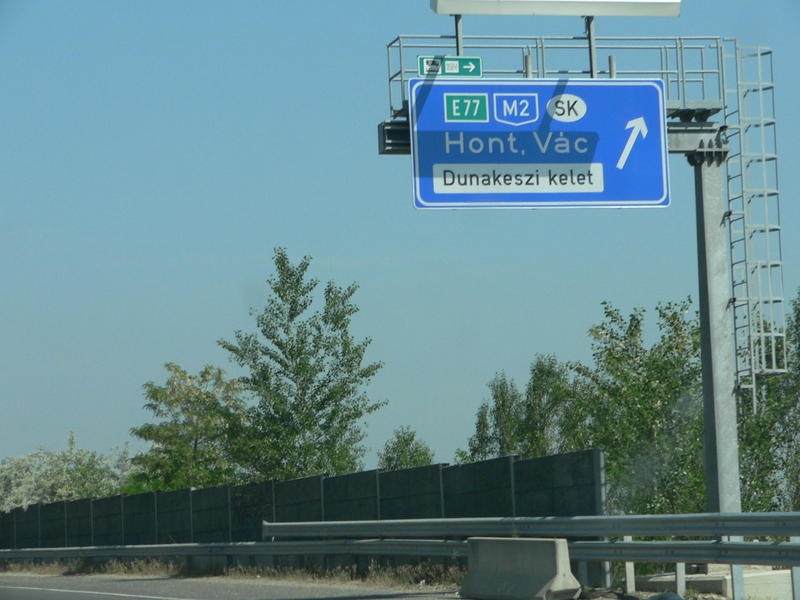
Inizio della E77 sulla M0